# Farmers Weekly
Farmers Weekly est une revue hebdomadaire britannique qui traite de l'agriculture au Royaume-Uni. Elle fournit des nouvelles; des indicateurs sur les affaires agricoles ; un résumé hebdomadaire de faits et de chiffres sur l'agriculture britannique, européenne et mondiale; et des sections sur l'élevage, l'agronomie et les machines agricoles avec des rapports sur les développements techniques, les ventes agricoles et l'analyse des prix. 

## Histoire et contenu
Le premier numéro de Farmers Weekly paraît le 22 juin 1934, pour deux pence. Il a l'ambition d'être un magazine les pieds dans la glaise et de favoriser une meilleure production agricole au Royaume-Uni. Edward George Warris Hulton l'acquiert en 1937. Il paraît tous les vendredis cinquante et une fois par an. Farmers Weekly a publié aussi des livres dont Farmhouse Fare (1935) et Home Made Country Wines (1955), consistant en recettes données par des lecteurs de l'hebdomadaire. A. G. Street a tenu une chronique pendant trente ans.
Dans les années 1930, Farmers Weekly avait un tirage moyen de 100 000 exemplaires. En 2004, celui-ci était de 77 233 et est tombé à 59 328 en 2013, et en 2018, à 44 023.
Farmers Weekly Interactive (FWi) est la plate forme en ligne du magazine avec 623 231 visiteurs uniques par mois visitant le site.
Le magazine décerne les Farmers Weekly Awards (qui honorent l'agriculture britannique et les fermiers influents), le prix Soils In Practice, et Ag Careers Live. Il appuie l'apprentissage depuis 2012 avec un concours biannuel, organise le Young Farmers Festival et le concours Britain's Fittest Farmer competition, lancé en mars 2019 qui soutient la santé physique et le bien-être mental des agriculteurs.
Farmers Weekly faisait partie de Proagrica (avec Farmplan, Sirrus, etc.) avant d'être vendu à MA Agriculture Limited. Proagrica appartient à Reed Business Information et est basé à Sutton dans le Surrey. En décembre 2019, RBI annonce vendre le magazine, son site en ligne et autres plateformes, événements et prix à MA Agriculture Limited, qui appartient au groupe Mark Allen.